# Subdivisões de Vanuatu

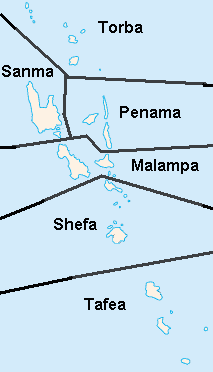
Subdivisões de Vanuatu.

Vanuatu está dividido em 6 províncias:
- Malampa
- Penama
- Sanma
- Shefa
- Tafea
- Torba